# Plerneuf
Plerneuf település Franciaországban, Côtes-d’Armor megyében. Lakosainak száma 1119 fő (2022. január 1.). Plerneuf La Méaugon, Plélo, Plouvara, Saint-Donan és Trémuson községekkel határos.

## Népesség
A település népességének változása:
| Lakosok száma | 425  | 755  | 844  | 1002 | 1016 | 1039 | 1053 | 1090 | 1112 | 1119 |
|               | 1968 | 1982 | 1990 | 2006 | 2013 | 2015 | 2017 | 2019 | 2020 | 2022 |